# Аязмото

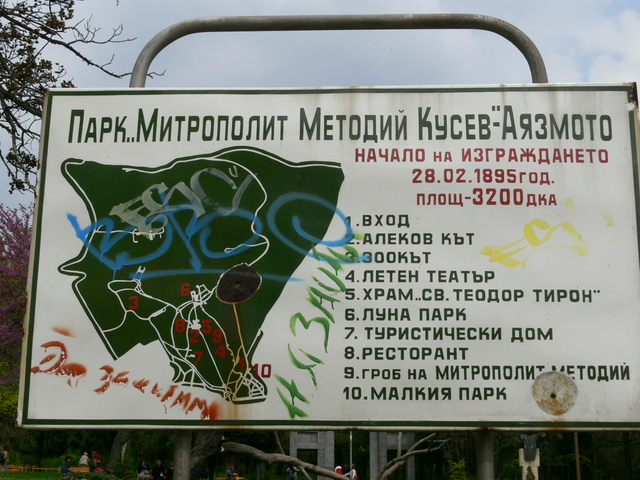
Информационное табло на входе

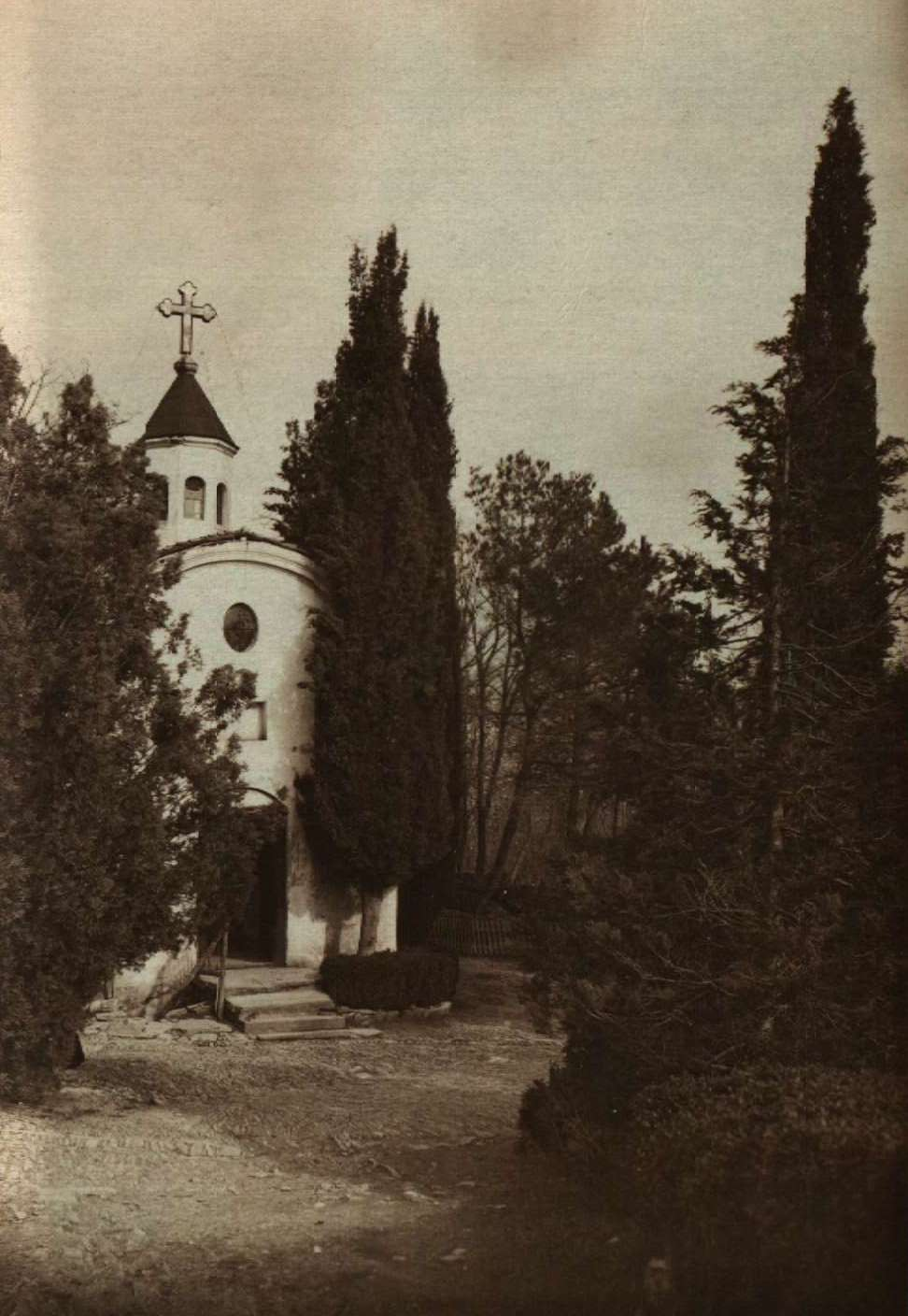
Аязмото в 1930-е

Парк имени Митрополита Мефодия Кусева (больше известный как Аязмото) — парк в городе Стара-Загора (Болгария). В НРБ носил имя Ленина, но неформально назывался Аязмото и тогда. Занимает площадь 350 га на северной окраине города.

## География
Местность Аязмото — одна из высочайших точек города Стара-Загора. Относится к горной местности Сырнена гора. Высоты над уровнем моря от 260 до 430 м — в высокой части парка расположена и городская обсерватория. Из-за высотной поясности часто в начале зимы парк бывает покрыт снегом, когда в городе снега ещё нет.

## История

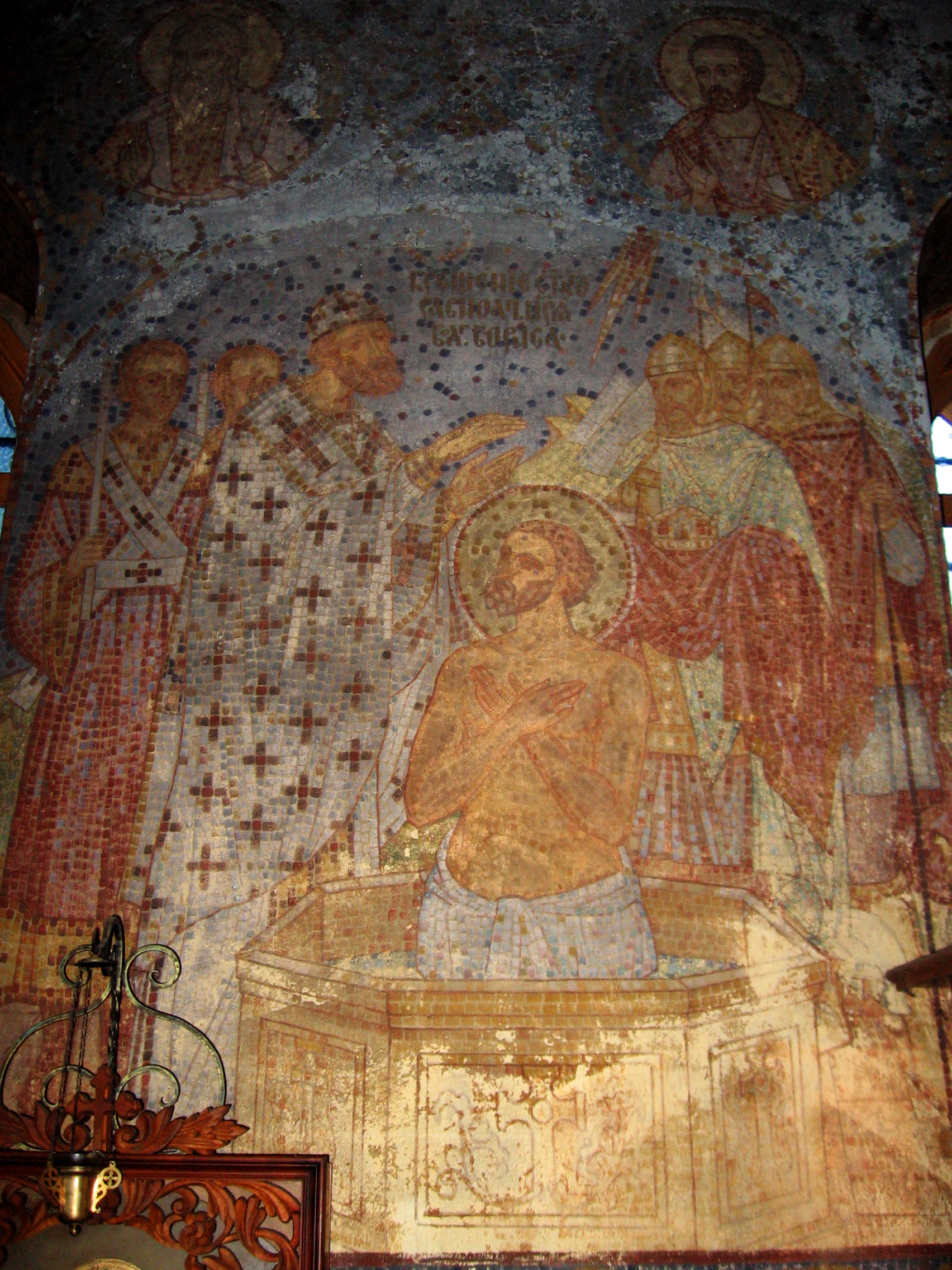
Крещение князя Бориса I — фреска в старозагорской церкви Св. Феодора Тирона. Выполнена в уникальной местной технике: изображение состоит из маленьких квадратов, создавая впечатление мозаики

По преданию в местности Аязмото князь Борис I принял христианство.
Старозагорцы хранят память о крещении Бориса в этой местности, поэтому имя князя дали первой построенной в 1885 году школе, одной из улиц и церкви Бориса Крестителя.
2 май 1895 года — в день памяти Бориса Крестителя — старозагорский митрополит Мефодий заложил первый камень в основание нового храма. Церковь Св. Феодора Тирона (Теодор Тирон) в верхней части Аязмото отличает то, что она расписана исключительно образами болгарских святых. Парк разбит в сухой местности, для полива саженцев митрополией была подведена вода — отсюда название аязмото («животворный источник»).
Русский историк И. С. Пальмов пишет, что князь Борис встречался с византийским патриархом Фотием трижды. Военачальники Бориса были против принятия крещения — и только загорский князь Цолю разделял взгляды Бориса (потому что сам уже был крещён). Поэтому под его покровительством Борис вёл переговоры в Загоре и там принял крещение.

## История парка

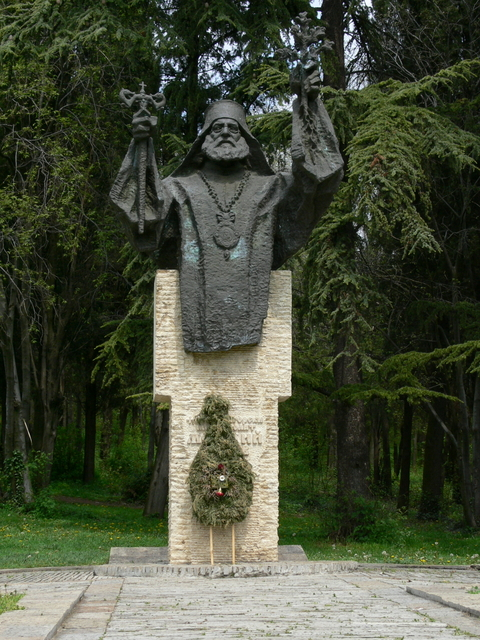
Памятник митрополиту Мефодию

Парк заложен 28 февраля 1895 года митрополитом Мефодием (Кусевым) в честь святого князя Бориса-Михаила (кратким названием парка сразу стало «Аязмото»). До начала XIX века на место будущего парка была дубовая роща, но её вырубили османские солдаты во время пребывания в Стара-Загоре визиря во время поездки по региону. Эрозионные процессы разрушили почвенный слой, превратив местность в скалистый безводный холм.
В конце XIX века митрополит Мефодий занялся возрождением растительности и созданием парка. Эту идею сразу поддержала значительная часть горожан (хотя была и оппозиция в виде тех, кто хотел бы видеть на холме пастбище для скота). Митрополит лично следил за доставкой саженцев — в том числе редких видов из более южных регионов Фракии. Часть посаженных им лично деревьев живы до сих пор.
После смерти митрополита, парк назвали в честь него.
В одно из посещений парка, царь Фердинанд I предложил построить здесь царскую резиденцию. Эта идея вызвала бурные протесты местных интеллектуалов, после чего решение о строительстве было отложено на неопределённый срок.
В 2017 году объявлено о капитальной реконструкции парка с бюджетом в 7 млн левов (около 3,5 млн евро). Будут, в частности, установлены новые скамейки, специально изготовленные для этого парка, организовано видеонаблюдение.

## Достопримечательности парка
В 1970-е годы у входа в парк был поставлен памятник Ленину, в честь Ленина переименован и сам парк. В начале 1990-х памятник был убран на хранение, в настоящее время ведутся переговоры о его передаче в болгарский Димитровград для установки в создаваемой там «Аллее монументального искусства (1944—1989)».
В 1996 открыт медный барельеф митрополита Мефодия. У церкви Святого Феодора Тирона находится его могила с мраморным надгробием.

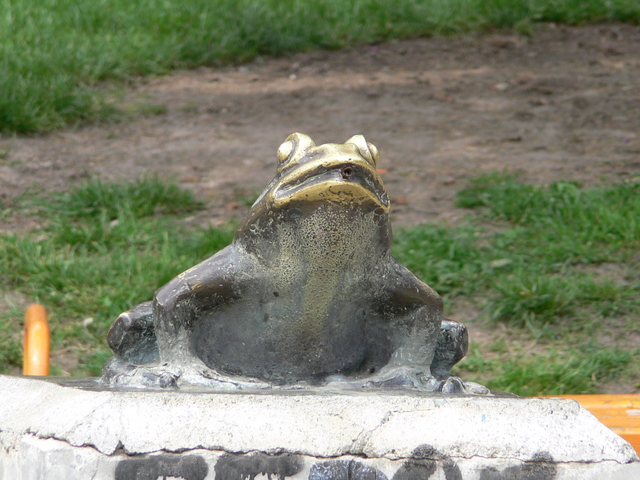
Фрагмент фонтана «Жабките»

В парке произрастают редкие и уникальные для Болгарии виды, значительная часть которых посажена ещё Мефодием Кусевым. Всего около 180 местных и экзотических видов деревьев и кустов можно встретить в парке: обыкновенный кипарис, атласский кедр, алеппская сосна, пихта испанская, миндаль и другие. В парке можно встретить серну, ежа, ящериц и черепах.

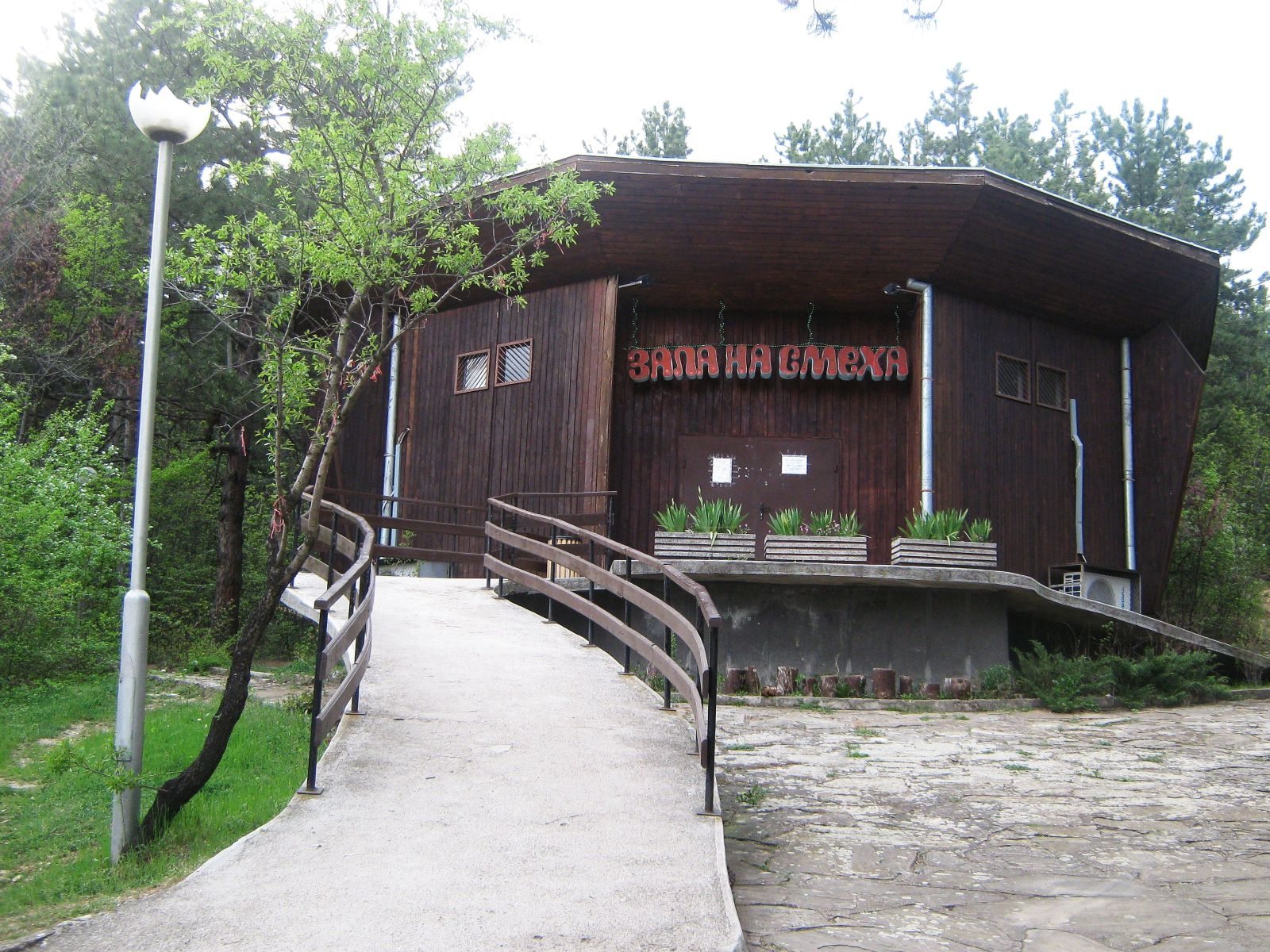
Комната смеха

У входа в парк есть фонтан с металлическими лягушками вокруг него.
В парке располагается Старозагорский зоосад, где можно посмотреть на верблюдов, лам, медведей, бобров и увидеть различных птиц.
Немало значимых сооружений находятся в парке, среди них: резиденция старозагорского митрополита, церковь, Центральная лаборатория исследований воздействия Солнца БАН, телескоп народной обсерватории имени Юрия Гагарина, спортивный комплекс «Берое», теннисные корты, гостиница, ресторан и летний театр, в котором выступали Лили Иванова, Эмиль Димитров, Штурците, Юрай Хип и Бони Эм.